# فاخروشيفي
فاكروشيفي (Вахрушеве) هي مدينة في مقاطعة لوهانسكا في أوكرانيا.
يبلغ عدد سكانها حوالي 13045 نسمة.